# Pseudocranae picta
Pseudocranae picta är en insektsart som beskrevs av Willemse, F.M.H. 1973. Pseudocranae picta ingår i släktet Pseudocranae och familjen gräshoppor. Inga underarter finns listade i Catalogue of Life.